# Batalla del Pichincha
La batalla del Pichincha es lliurà el 24 de maig de 1822 als pendents del volcà Pichincha, pocs quilòmetres a l'oest del centre de Quito, entre les tropes rebels dels partidaris de la independència de les repúbliques americanes i les tropes reialistes de la corona espanyola. Les tropes rebels estaven comandades per Antonio José de Sucre i les reialistes per Melchor Aymerich i Nicolás López.

## Antecedents
L'aixecament de Guayaquil del 9 d'octubre de 1820 feu rebrotar l'esperit emancipador al territori de la Reial Audiència de Quito, després de l'aixafament de la revolta de Quito del 10 d'agost de 1809. Aquesta vegada els revoltats pogueren comptar amb l'ajuda directa de les tropes rebels de Simón Bolívar que es trobaven a Colòmbia. El libertador envià un dels seus millors generals, Antonio José de Sucre a ajudar els rebels guayaquilenys i iniciar l'assalt a la capital, Quito. Sucre arribà a Guayaquil amb 1.000 homes a mitjan maig de 1821.
Poc després Sucre amb els seus homes i tots els que ja hi havia a Guayaquil inicià el difícil ascens cap a la serralada dels Andes, amb combats esporàdics amb les tropes reialistes. Després de diverses dificultats i alguns moviments audaços Sucre aconseguí arribar a la vall dels Chillos, a pocs quilòmetres de la capital i ocupar el poble de Sangolquí. El 22 de maig ocupà Chillogallo, al sud de Quito, i davant les fortes defenses de la capital, amb les fortificacions d'El Panecillo encarades al sud, planeja voltar-la de nit a través de les faldes del volcà Pichincha i intentar atacar per la més accessible banda nord, a la plana d'Iñaquito.

## Batalla
D'acord amb aquest pla, les tropes (2.971 homes) començaren a escalar la muntanya dirigint-se cap al nord. A l'avantguarda es trobava el batalló Magdalena, i a la rereguarda el batalló Albió amb les municions; al centre anava Antonio José de Sucre i el gruix de l'exèrcit. La marxa es feu més lenta del que s'esperava i a l'alba només es trobaven a 3500 m d'altura, encara lluny d'haver voltat Quito. Amb la llum del dia els exèrcits intentaren amagar-se i Sucre ordenà al batalló Paya buscar una ruta prou amagada.
Però des de la ciutat els espanyols ja els havien albirat, de manera que Aymerich ordenà a tots els seus batallons que escalessin la muntanya per trobar l'enemic al més aviat possible. El primer contacte fou entre les tropes reialistes i el batalló Paya, que aguantà fins que arribaren els batallons Trujillo i Yaguachi. El batalló Magdalena intentà un moviment envolvent, però les profundes quebradas del volcà li ho impediren.
La situació es tornà complicada per als rebels, escassos de municions i amb el batalló Albión (l'antiga Legió Britànica) molt enrere; algunes divisions dels rebels iniciaren la retirada. Davant la gravetat de la situació Sucre ordenà una càrrega a la baioneta amb el batalló Paya, encara fresc. Aymerich intentà envoltar les tropes de Sucre i ordenà al batalló Aragó pujar encara més amunt i caure sobre els rebels per la rereguarda. Quan les tropes reialistes ja estaven a punt de completar la maniobra arribà al camp de batalla, en una posició encara més elevada, el batalló Albió, que caigué ràpidament sobre l'Aragó i permeté als altres batallons rebels trencar les línies reialistes. A les dotze del migdia Aymerich ordenà la retirada cap a Quito.

## Conseqüències
Durant la tarda es discutiren els termes de la capitulació i Antonio José de Sucre entrà a la capital a la tarda següent.

## Galeria

Província Lliure de Guayaquil
Protectorat del Perú
Provincias Unidas del Río de la Plata